# طقسوس برقوقي صيني
طقسوس برقوقي صيني (الاسم العلمي:Cephalotaxus sinensis) هو نوع من النباتات يتبع جنس الطقسوس البرقوقي من الفصيلة الطقسوسية.